# シンカ族
シンカ族（Xinca、Xinka）は、グアテマラ南東部に居住する先住民。グアテマラの先住民の大部分はマヤ人だが、シンカ族はガリフナとともに非マヤ系の先住民である。

## 概要
シンカ族はグアテマラ南東部の太平洋に近いサンタ・ローサ県およびフティアパ県に分布している。本来シンカ語族に属する諸言語を話していたが、現在この言語は消滅しつつある。シンカ語族には4つの言語が知られているが、ライル・キャンベルとテレンス・カウフマンが1970年代にシンカ語族の調査を行ったときにすでに1つは消滅し、残り3つも話者はごくわずかしかいない状態であった。21世紀までに母語話者はすべて消滅したと考えられる。ただしグアテマラ国立統計研究所(INE)の統計では2002年に1283人の話者がいることになっている。UNESCOは「極めて深刻」な危機に瀕する言語としている。
かつてシンカ族は現在より広い地域に住んでいたと考えられ、シンカ語を起源とすると考えられる地名は北はモタグア川流域から南は太平洋岸まで、現在のグアテマラシティからホンジュラス、エルサルバドルまで広がっている。借用語の研究からは、マヤ語族やミヘ・ソケ語族の話者と接触する前は農業を知らなかったであろうこと、これらの民族と交易を行っていただろうことが推測される。